# 異相雙四角台塔
在几何学中,異相雙四角台塔是约翰逊多面体之一(J29)。就像同相双四角台塔(J28)一样,它可以通过把两个正四角台塔(J4)的八边形面合在一起来创造。它们之间的差别是，两个正四角台塔的位置相差45度。

## 体积，表面积
棱长为a的異相雙四角台塔的表面积（A）和体积（V）:
{\displaystyle V=(2+{\frac {4{\sqrt {2}}}{3}})a^{3}\approx 3.88562...a^{3}}
{\displaystyle A=2(5+{\sqrt {3}})a^{2}\approx 13.4641...a^{2}}